# Bangladeška taka
Bangladeška taka, ISO 4217: BDT je službeno sredstvo plaćanja u Bangladešu. Označava se simbolom  ৳ ili Tk a dijeli se na 100 paisa.
Bangladeška taka je uvedena 1972. godine, kada je zamijenila pakistansku rupiju, i to u omjeru 1:1.
U optjecaju su kovanice od 1, 5, 10, 25 i 50 paisa, te od 1, 2 i 5 taka, i novčanice od 1, 2, 5, 10, 20, 50, 100, 500 i 1000 taka.

## Vanjske poveznice
- Bangladeška taka (Novčanice) Abenteuer Reisen - Bis ans Ende der Welt - Heiko Otto (njem.) (engl.) (fr.)